# NGC 4498
NGC 4498 ist eine Balken-Spiralgalaxie mit ausgedehnten Sternentstehungsgebieten vom Hubble-Typ SBc im Sternbild Haar der Berenike am Nordsternhimmel. Sie ist schätzungsweise 66 Mio. Lichtjahre von der Milchstraße entfernt und hat einen Durchmesser von etwa 55.000 Lj.  Die Galaxie ist unter der Katalognummer VCC 1379 als Mitglied des Virgo-Galaxienhaufens gelistet.

Im selben Himmelsareal befinden sich u. a. die Galaxien NGC 4502, NGC 4489, IC 796, IC 3433.
Das Objekt wurde am 21. März 1784 von dem deutsch-britischen Astronomen William Herschel mit Hilfe seines 18,7 Zoll-Spiegelteleskops entdeckt.
Im späten 20. Jahrhundert, etabliert das Windowpane Observatory in Ajo, Arizona USA eine Internetregistrierung der Namen für unbenannte Galaxien im Universum. NGC 4498 wurde „Galaxy Chuck Sohaskey“  zu Ehren von Charles „Chuck“ Sohaskey benannt, einem Forschungswissenschaftler, Marathonläufer, Musiker und Animator.

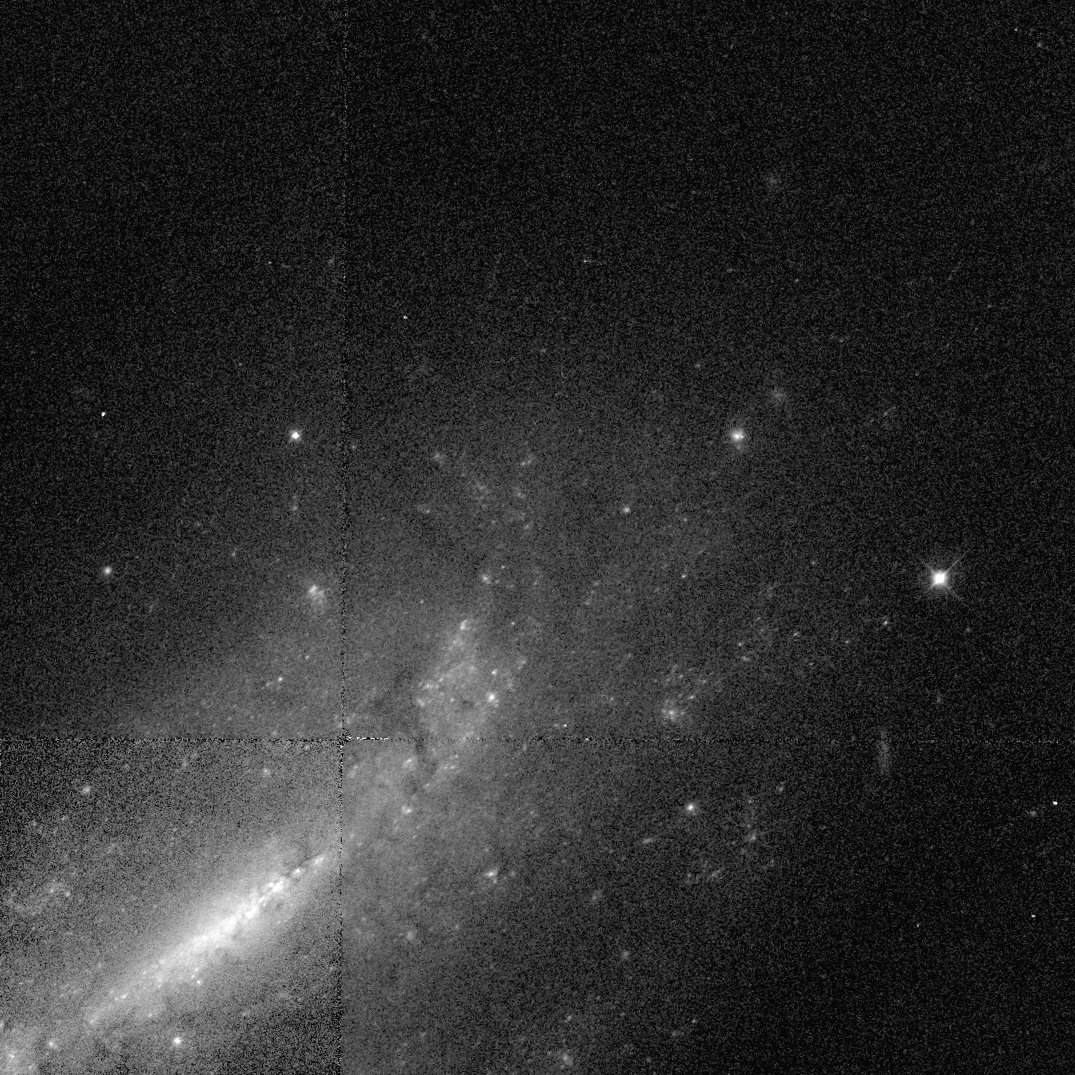
Aufnahme des Hubble-Weltraumteleskops